# Yovan Ochola
Yovan Ochola (* 1938) ist ein ehemaliger ugandischer Kugelstoßer, Hammerwerfer und Diskuswerfer.

## Leben
Im Kugelstoßen wurde er bei den British Empire and Commonwealth Games 1962 in Perth Achter und gewann bei den Afrikaspielen 1965 Bronze.
1970 wurde er bei den British Commonwealth Games in Edinburgh Neunter im Kugelstoßen, Elfter im Hammerwurf und Zwölfter im Diskuswurf. Bei den Afrikaspielen 1973 siegte er im Hammerwurf.

## Persönliche Bestleistungen
- Kugelstoßen: 15,76 m, 4. November 1962, Colombo (ugandischer Rekord)
- Hammerwurf: 53,72 m, 15. Juli 1972, Kampala

| Personendaten    | Personendaten                                          |
| ---------------- | ------------------------------------------------------ |
| NAME             | Ochola, Yovan                                          |
| KURZBESCHREIBUNG | ugandischer Kugelstoßer, Hammerwerfer und Diskuswerfer |
| GEBURTSDATUM     | 1938                                                   |